# Mont Velàn (szczyt)
Mont Velàn (wł. Monte Velàn) – szczyt w głównym grzbiecie Alp Pennińskich, w masywie Mont Velàn. Leży na granicy między Szwajcarią (kanton Valais), a Włochami (region Dolina Aosty). Szczyt można zdobyć ze schronisk Cabane du Vélan (2642 m) po stronie szwajcarskiej lub Bivacco Rosazza (2651 m) po stronie włoskiej. 